# 萨迪内罗大赌场

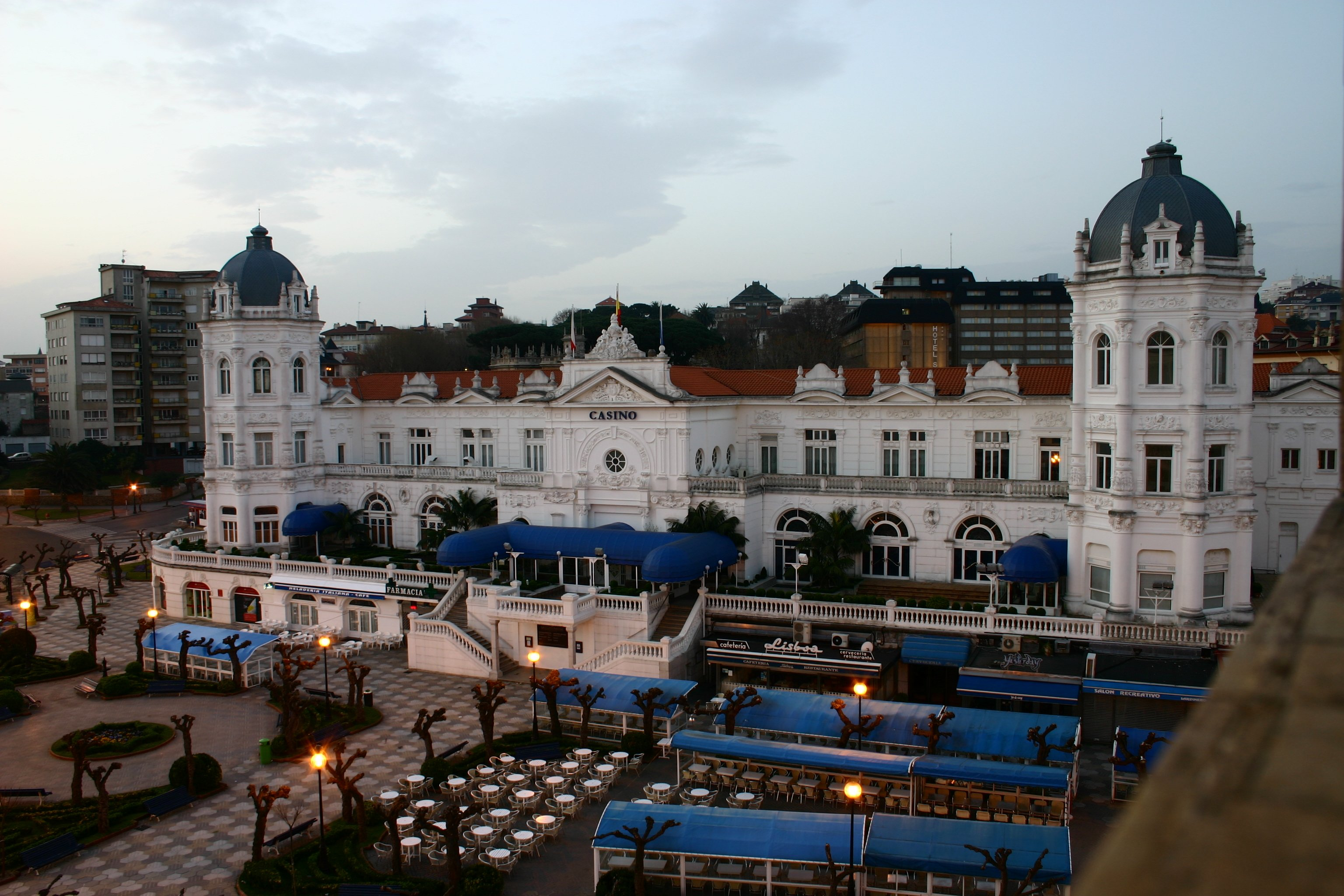
萨迪内罗大赌场

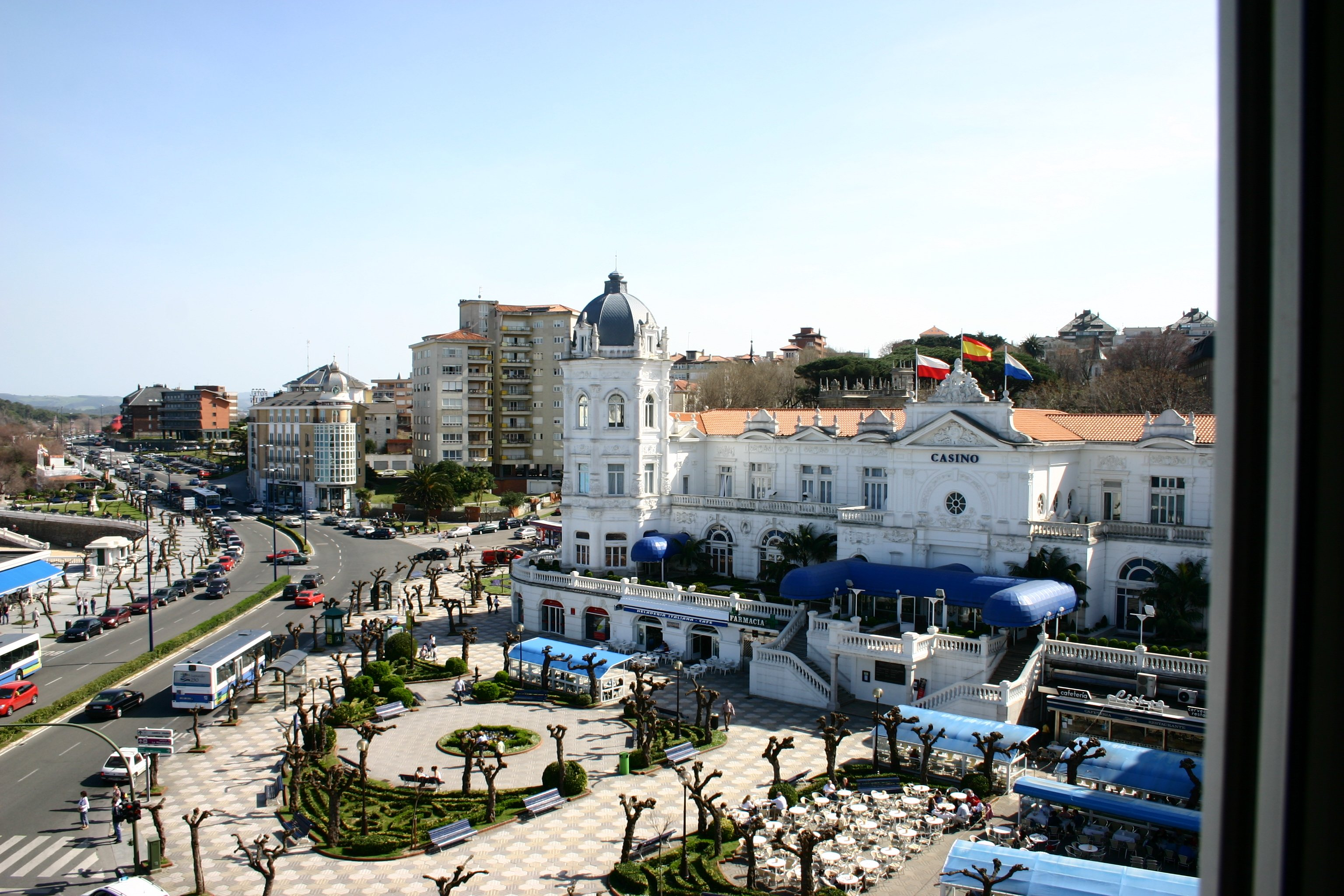

萨迪内罗大赌场（Gran Casino del Sardinero）是西班牙坎塔布里亚自治区桑坦德的大型赌博公司，位于意大利广场（Plaza de Italia）。

## 历史
这个地方曾经有一个非常受欢迎的皇家赌场，但在19世纪90年代的火灾后拆除。1916年目前的建筑建成，由建筑师埃洛伊·马丁内斯·德尔瓦莱（Eloy Martínez del Valle）设计。1978年修复后，赌场重新开放，保留了新古典主义风格。
大赌场赞助和组织各种文化和体育活动（桑坦德国际节）、摄影比赛、雕塑和绘画展览、保龄球、足球、划船和其他活动。